# 질지왕
질지왕(銍知王, ? ~ 492년  10월 4일) 혹은 금질왕(金銍王)은 금관가야의 제8대 국왕(재위: 451년 2월 3일 ~ 492년  10월 4일)이다. 시호는 장왕(莊王)이다.

## 생애
452년 시조 수로왕과 허황후의 명복을 빌기 위해 수로왕과 허왕옥이 합혼한 곳에 왕후사(王后寺)란 절을 짓고 밭 10결을 바쳤다. 
왕후사 인근에 장유화상을 기리기 위해 김해 불모산에 장유사(長遊寺)를 재건하면서 장유화상사리탑을 세운것으로 전한다.
463년 왜구가 황산하(黃山河)를 건너 침략해오자 병사를 보내 방어했다. 481년 고구려와 말갈이 신라를 공격하여 미질부성(彌秩夫城)까지 이르자, 신라왕이 원병을 요청해와 백제와 같이 3국이 연합하여 추격하여 니하(泥河)까지 진격해 천여명을 죽였다. 487년 흰 꿩을 사로잡아 신라에 보냈다.
남제에 사신을 보내 조공을 바치고는 보국장군(輔國將軍), 본국왕(本國王)의 관작을 하사받은 하지왕(荷知王)과 같은 인물로 추정되기도 한다.

### 화랑세기
화랑세기에 의하면 질지왕이 미사흔(未斯欣)의 딸 통리(通里)를 왕후로 삼았고 서로 매우 사랑하였지만 아들이 없어 통리의 조카인 백흔(白欣)의 딸 하희(河喜)를 후궁으로 삼게했다. 하희 역시 아들이 없었는데 얼마 안 있어 통리가 아들 선통(善通)을 낳았다. 질지왕은 크게 기뻐하여 태자로 삼았다.
선통은 말 타기와 활쏘기를 좋아하였는데 들에서 사냥을 하다가 비를 만나 사간(沙干) 김상(金相)의 집에 들어갔다. 김상은 좌지왕(坐知王)의 외손이었다. 김상의 딸 방원은 교태에 능하고 아름다웠는데, 선통을 유혹하여 상통을 하였다. 1년 남짓하여 딸을 낳았다. 통리가 듣고 거두어 태자비로 삼았다. 얼마 안 있어 통리와 선통이 모두 죽었다. 질지가 이에 방원을 왕후로 삼았다. 이에 앞서 방원은 질지와 밀통을 하였는데 이에 이르러 아들 겸지(鉗知)를 낳았다. 그러므로 질지는 크게 기뻐하여 왕후로 삼은 것이다.

## 가계
- 부왕 : 취희왕(吹希王, ? ~451, 재위:421~451)
- 모후 : 인덕부인(仁德夫人) - 각간 진사(進思)의 딸
  - 국왕 : 질지왕(銍知王, ? ~492, 재위:451~491)
  - 왕비 : 방원부인(邦媛夫人) - 사간 김상(金相)[2]의 딸
    - 아들 : 겸지왕(鉗知王, ? ~521, 재위:492~521/562
    - 며느리 : 숙부인(淑夫人)

| 전 임 취희왕 | 제8대 가락국의 국왕 451년 2월 3일 ~ 492년 10월 4일 | 후 임 겸지왕 |

## 같이 보기
- 한국의 역사
- 가야
- 삼국 시대